# Želtovskij
Želtovskij (rusky Желтовский) je v současnosti neaktivní stratovulkán, nacházející se v jižní části poloostrova Kamčatka. Vulkán leží na starších, pleistocenních strukturách a současný tvar byl vytvořen sopečnou činností v holocénu. Základnu tvoří kaldera s rozměry 4 × 5 km, která vznikla přibližně před 8000 lety. Pozdější erupce vyformovaly vrcholový kráter s průměrem 1,6 km, ve kterém se nacházejí i čtyři lávové dómy. Na svazích vulkánu, převážně na jeho severovýchodní straně se nachází i několik struskových kuželů. V historické době byly zaznamenány jen dvě erupce, první v roce 1923 a druhá začátkem jara 1972.